# Färöische Leuchttürme
Auf den Inseln der Färöer wurden wichtige Leuchttürme zur Navigation der internationalen Seefahrt im Nordatlantik betrieben. Die meisten Leuchttürme und weitere Leuchtfeuer wurden am Ende des 19. Jahrhunderts erbaut.

## Wichtige Leuchttürme
- Borðan (sprich: ['boran]) auf Nólsoy: 1893
- Mykineshólmur (sprich: ['mitschineshoulmur]) auf Mykines: 1909
- Skansin in Tórshavn

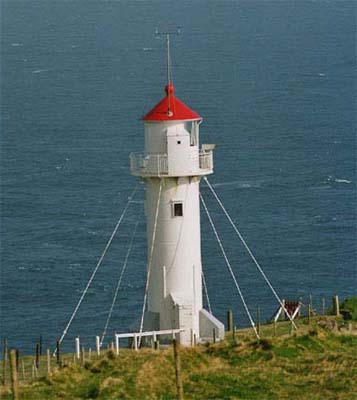
Beliebter Ausgangspunkt von Wanderungen ganz im Süden der Färöer: Leuchtturm Akraberg

- Kallur (sprich: ['kadlur]) bei Trøllanes auf Kalsoy
- Akraberg bei Sumba auf Suðuroy

## Geschichte
Im Jahre 1560 erteilte der dänische König Friedrich II. einen Erlass an seine Lehnsmänner, das Fahrwasser von Skagen bis Falsterbro am Öresund mit Leuchttürmen und Tonnen zu markieren. Damit leitete Dänemark eine Epoche von weltgeschichtlicher Bedeutung für die Seefahrt ein.
Zwar hatte es bereits in der Antike Leuchttürme gegeben, besonders im Mittelmeer und vereinzelt nördlich von Gibraltar; im Mittelalter werden einzelne primitive Leuchttürme entlang der französischen, englischen und flandrischen Küste erwähnt; doch mit der dänischen Verordnung von 1560 wurde zum ersten Mal in der Geschichte eine wichtige Schifffahrtsroute in ihrer Gesamtheit markiert und befeuert. Damals hatten die Leuchttürme immer offenes Feuer, wofür Holz benutzt wurde, später Kohle.
Knapp 100 Jahre später, 1655 wurde in Norwegen der erste Leuchtturm des Landes auf der Landzunge Lindesnæs gebaut. In Schweden folgte der 1669 ein Leuchtfeuer in der Einfahrt in die Stockholmer Schären. Im hohen Norden, den Färöern und Island wurden jedoch erst Ende des 19. Jahrhunderts die ersten Leuchttürme errichtet.

### DerRyberg-Leuchtturm
Der erste geschichtlich erwähnte Leuchtturm auf den Färöern steht im Zusammenhang mit der Ryberg-Kompanie, einem Transithandelsunternehmen, das von 1766 an etwa zwanzig Jahre lang Tórshavn als Umschlagplatz nutzte. In einer zeitgenössischen Quelle stößt man auf folgende kurze Bemerkung:
[Die Kompanie] soll 1782 auf der Insel Nólsoy eine Art Leuchtturm für die ankommenden Schiffe errichtet haben.
Dieser Leuchtturm stand der Überlieferung nach auf der Nordspitze der Insel. Zu Bauweise und Art des Feuers ist nicht bekannt. Es ist anzunehmen, dass dieser Leuchtturm nur kurze Zeit existierte.

### Nólsoy Fyr und Borðan auf Nólsoy
Der erste färöische Leuchtturm im eigentlichen Sinne wurde erst im Jahre 1893 errichtet und am 1. Oktober des Jahres in Betrieb genommen. In diesem Jahr wurden nicht weniger als sechs Leuchttürme gebaut, die für die ständig anwachsende färöische Hochseefischereiflotte sowie die immer engeren Handelsverbindungen mit den umliegenden Ländern eine unschätzbare Hilfe bedeuteten.
Der erste dieser sechs war der Leuchtturm auf Nólsoy: Nólsoy Fyr, 1893 gebaut an der Süd-Ost-Küste, der größte der Färöer, der zu den lichtstärksten Leuchttürmen im nordatlantischen Raum zählt. Der 14 m hohe Turm besteht aus Basalt und Granit und steht auf der südöstlichsten Spitze von Nólsoy. Das Feuer des Leuchtturms ist in etwa 62 m Höhe über dem Meeresspiegel sichtbar. Im Meer unmittelbar vor dem Leuchtturm liegt die Klippenformation Kápulin – (Lage). Borðan, 1900 gebaut dient als wichtiger Navigationspunkt bei der Einfahrt nach Tórshavn aus dem Süden – (Lage).

### Leuchtturm Mykineshólmur
Der Leuchtturm von Mykines steht am westlichsten Punkt der Färöer auf dem Mykineshólmur. Er wurde 1909 errichtet. Sein Bau war schwierig, da zunächst eine Brücke zu dem vorgelagerten Holm errichtet werden musste.
Der Mykines-Leuchtturm besteht aus Metall und ist mit Stahltrossen gegen Sturm gesichert. Er ist 14 Meter hoch und steht 113 Meter über dem Meeresspiegel – (Lage).

### Deutsche Luftangriffe im Zweiten Weltkrieg
Während des Zweiten Weltkrieges waren die Feuer der färöischen Leuchttürme erloschen. Deutsche Bomber griffen auch die Färöer an. 1941 wurde das Maschinenhaus, das Funkfeuer und die Nebelwarnanlage des Leuchtturms auf Nólsoy völlig, die Wohnhäuser stark beschädigt. Auch der Leuchtturm auf Mykines wurde beschossen, jedoch entstanden hier keine nennenswerten Schäden.

### Instandsetzung und Automatisierung
Unmittelbar nach dem Krieg wurden sämtliche Leuchttürme innerhalb des dänischen Königreiches ausgebessert und instand gesetzt. Auf den Färöern zogen sich diese Arbeiten lange hin, da eine Zeit lang Unsicherheit darüber herrschte, in welchem Verhältnis die Inseln in Zukunft zum dänischen Reich stehen sollten.
Nach Einführung der Selbstverwaltung 1948 wurde beschlossen, dass das Leuchtturmwesen gemeinsames Anliegen des Staates sein sollte, und damit konnte endlich die dringend benötigte Ausbesserung der Leuchttürme begonnen werden.
Die Maschinenanlage auf Mykines, die den elektrischen Strom für den Leuchtturm liefern sollte, musste vollständig ausgewechselt werden, und der Leuchtturm auf der Insel Groß-Dimun war nach einem Bergrutsch kurz davor, ins Meer zu stürzen.
Die drei größten Leuchttürme – auf Nólsoy, Mykines und der Leuchtturm Akraberg auf Suðuroy (Lage) – erhielten eine neue Maschinenanlage und ein Funkfeuer für die Navigation bei schlechter Sicht. Im Zuge der technischen Entwicklung wurden die Leuchttürme im Laufe der Zeit automatisiert und das Personal entsprechend stark reduziert.